# Melica arzivencoi
Melica arzivencoi är en gräsart som beskrevs av José Francisco Montenegro Valls och Barcellos. Melica arzivencoi ingår i släktet slokar, och familjen gräs. Inga underarter finns listade i Catalogue of Life.